# Твердохліб Микола Миколайович
Мико́ла Микола́йович Твердохлі́б (нар. 18 вересня 1984, с. Перемога, Лозівський район, Харківська область, Українська РСР — пом. 28 березня 2015, м. Дніпро, Україна) — український спецпризначенець, солдат Національної гвардії України, учасник російсько-української війни, позивний «Крига».

## Життєвий шлях
Народився 1984 року в селі Перемога на Харківщині. 2001 року закінчив Перемозьку загальноосвітню школу, протягом 2001—2003 працював на будівництві маляром-штукатуром. 2003 вступив на навчання у Харківський національний університет внутрішніх справ.
Протягом 2005—2006 років проходив строкову військову службу в 1-му окремому батальйоні морської піхоти 36-ї окремої бригади берегової оборони Військово-морських сил України, в/ч А2272, м. Феодосія. Звільнений в запас з посади командира стрілецького відділення морської піхоти.
У 2006—2009 мешкав і працював на різних посадах у Харкові. 2009 заочно закінчив університет, — бакалавр, спеціальність «Психологія». З 2011 працював інспектором 3-ї роти патрульної служби полку патрульної служби міліції Харківського міського управління ГУ МВС України в Харківській області. Під час Революції Гідності разом із товаришами по службі був відправлений до Києва. Це відрядження вплинуло на Миколу, — у травні 2014-го він звільнився з міліції. Працював різноробом на будівництвах.
Дізнавшись про набір у перший в Національній гвардії України окремий загін розвідки спецпризначення (сформований в жовтні 2014), вирішив вступити на службу. У грудні пройшов співбесіду, але з першого разу не склав тест із фізичної підготовки. Миколі тоді дали місяць, і вже в січні 2015 він виконав усі нормативи і 29 січня був прийнятий до загону.
Солдат, інструктор (помічник кулеметника) 4-ї розвідувальної групи спеціального призначення окремого загону розвідки спеціального призначення «Арес» Східного ОТО НГУ. Після інтенсивної підготовки на початку березня вирушив у зону проведення антитерористичної операції, де виконував завдання із розвідки на «нулі» — виявлення місць скупчення бойовиків, облаштування нових блокпостів ворога, кількість його техніки і вогневих точок, тощо.
22 березня 2015 в околицях міста Слов'янська, повертаючись з нічного бойового завдання, група розвідників потрапила у пастку, — на повороті дороги автомобіль підірвався на закладеному фугасі і вилетів у кювет, де врізався в дерево. Миколу затисло на передньому сидінні, дуже побило ноги — під ними лежав кулемет, який тріснув, але він був ще при свідомості й намагався допомогти пораненому командиру розвідгрупи Ігорю Шпаку. Про трагедію командуванню доповіли розвідники, які рухалися слідом за машиною Твердохліба. Важкопоранених доставили до Дніпропетровської обласної клінічної лікарні ім. Мечникова, Микола Твердохліб перебував у стані коми, тиждень боровся за життя, помер 28 березня. Капітан Шпак помер 24-го.
Похований на кладовищі села Перемога Лозівського району. Залишилися мати Галина Олександрівна, батько Микола Тимофійович, старший брат Олександр, який з 2014 служить у батальйоні поліції «Луганськ-1».

## Нагороди
- За особисту мужність і високий професіоналізм, виявлені у захисті державного суверенітету та територіальної цілісності України, вірність військовій присязі, відзначений — нагороджений орденом «За мужність» III ступеня (28.06.2015, посмертно)[1].
- Нагороджений відзнакою Президента України «За участь в антитерористичній операції» (17.02.2016, посмертно)[2].

## Вшанування пам'яті
13 жовтня 2017 у приміщенні Перемозької ЗОШ І-ІІІ ст. відкрили меморіальну дошку і куток пам'яті випускнику школи Миколі Твердохлібу.